# إيميبينيم
الإيميبينيم (بالإنجليزية: Imipenem)‏ هو مضاد حيوي من زمرة الكاربابينيمات. له طيف واسع ضد العديد من البكتيريا سلبية وإيجابية الغرام واللاهوائية.

## آلية عمله
يؤثر على تركيب الجدار الخلوي الجرثومي (طبقة الببتيدوغلايكان).وينتمي إيميبينيم إلى مجموعة البيتالاكتام إذ يعمل _ككل أفراد هذه المجموعة من المضادات الحيوية_ على تثبيط مجموعة من البروتينات تدعى «البروتينات الرابطة للبنسلين» وأهمها أنزيم ترانسببتيداز الذي يساهم في تشكيل الروابط الجسرية بين سلاسل الغلايكان مؤدياً إلى فقدان الجدار الخلوي الجرثومي لصلابته فيصبح الغشاء الخلوي وحده عرضةً للضغوط التناضحية الداخلية في ظل غياب بنية متينة تقاومها (والتي كانت من مهمة الجدار الخلوي الجرثومي)مما يؤدي في النهاية إلى انحلال خلوي جرثومي وهو فعل قاتل للجراثيم Bactericidal .

## فعاليته
مقاوم للبيتالاكتاماز لكن فعاليته تزول بفعل دي هيدروببتيداز في النبيبات الكلوية مما ينقص من تركيزه البولي. لذلك يعطى مع مثبطات دي هيدروببتيداز الكلوية السياستاتين.

## الاستعمال
تعطى توليفته مع السيلاستاتين لعلاج الإنتانات المتنوعة للسبيل التنفسي السفلي والجهاز البولي.